# Лодевейк Ван ден Берг

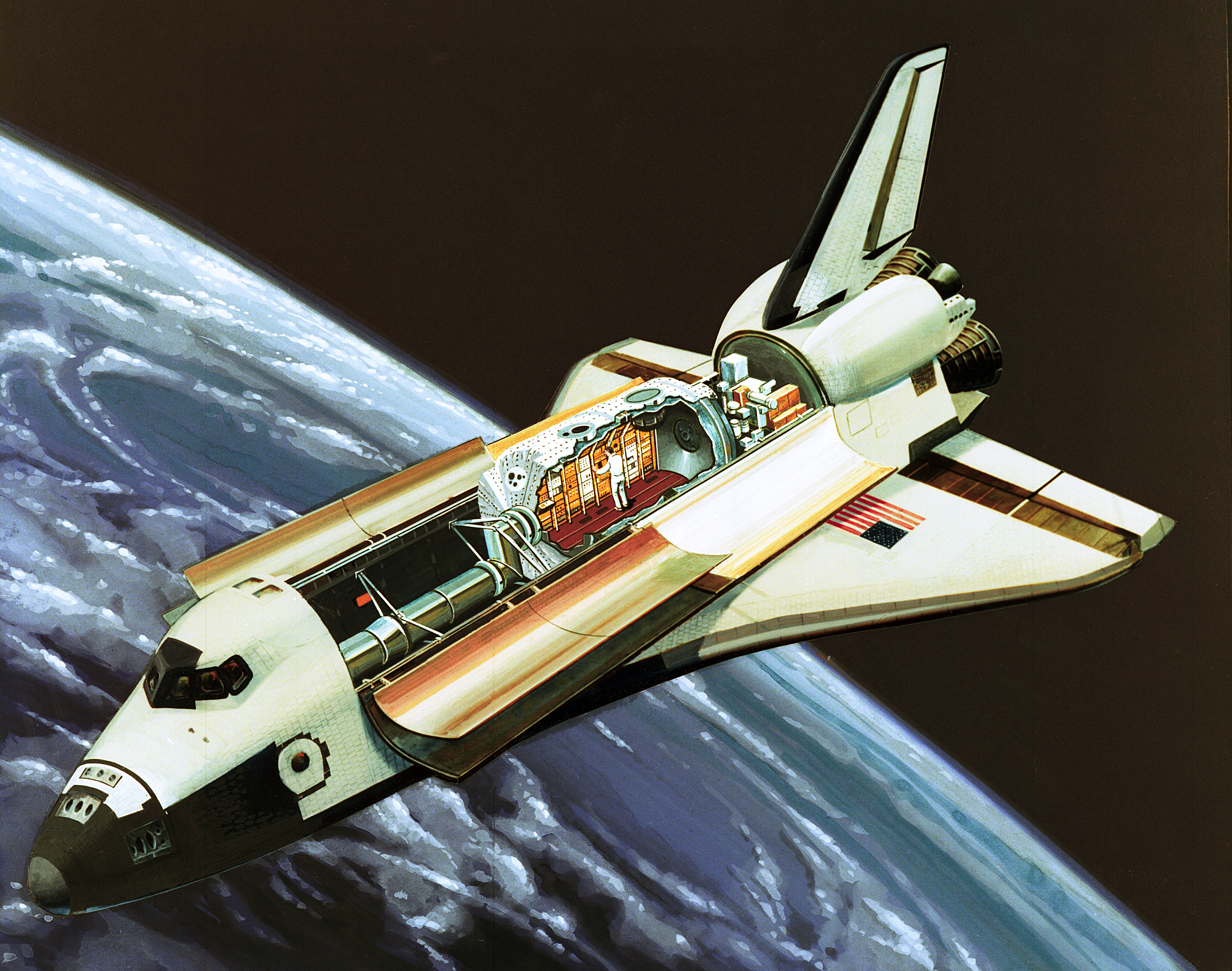
Спейслеб в вантажному відсіку Шаттла (в уявленні художника). Показаний інтер'єр.

Лодевейк ван ден Берг (англ. Lodewijk van den Berg; 24 березня 1932 — 16 жовтня 2022) — американський астронавт нідерландського походження, фахівець з корисного навантаження. Громадянин США з 1975 року. Учасник одного польоту на «шатлі» — Челленджер — STS-51-B провів у космосі 7 діб 0 годин 9 хвилин 45 секунд.

## Біографія
Народився 24 березня 1932 року в місті Сльойскіл, Голландія. Став громадянином США в 1975 році.
Отримав ступінь магістра (1961) за хімічним машинобудуванню в Технічному університеті в місті Делфт в Нідерландах, а також ступінь магістра (1972) і доктора (1975) прикладних наук в університеті міста Делавер.
Помер 16 жовтня 2022 року у 90-річному віці.

## Космічна підготовка
1983 рік — 5 червня — був названий одним з 4 кандидатів в астронавти, яким потрібно було розпочати безпосередню підготовку до польоту за програмою Спейслеб-3 («Spacelab-3»), запланованому на кінець 1984 року. Приступив до підготовки до польоту.
1984 року — літо — був призначений одним з двох фахівців з корисного навантаження в екіпаж шаттла STS-51-B з лабораторією «Spacelab-3».

## Польоти у космос
Брав участь у польоті шаттла Челленджер за програмою STS-51-B [3] як спеціаліст з корисного навантаження з 29 квітня по 6 травня 1985 року. Тривалість польоту шаттла — 7 діб 0 годин 9 хвилин 45 секунд. Проводились експерименти з лабораторією в рамках програми Спейслеб-3.

## Джерело
- Офіційна біографія НАСА [Архівовано 23 листопада 2013 у Wayback Machine.](англ.)